# Bacco e Arianna del Senato
L'Ovale di Bacco e Arianna, noto anche come Bacco e Arianna del Senato, è un dipinto a olio realizzato dal pittore italiano Giambattista Pittoni.

## Descrizione
Il dipinto, realizzato da uno dei maggiori pittori del rococò italiano, è esposto nell'Ovale del centro soffitto, costruito con antico sistema a cassettoni, della sala Sala Cavour, presso Palazzo Madama del Senato della Repubblica a Roma.
La Sala Cavour è utilizzata da sempre anche dai membri del Governo durante le sedute e a volte vi si svolge il Consiglio dei Ministri.